# Sundby Kirke (København)
 For alternative betydninger, se Sundby Kirke. (Se også artikler, som begynder med Sundby Kirke)
Sundby Kirke ligger på Amagerbrogade og er sognekirke for Sundby Sogn, der tilhører Amagerbro Provsti (Københavns Stift). Den er tegnet af arkitekt Hans J. Holm.
Bygningen er opført i 1869-70 som en korskirke i nyromansk stil af røde mursten med hjørnelisener, der på flankemurene bærer tandsnit og på gavlene stigende rundbuefriser. På taget er rejst en ottesidet tagrytter. Koret vender mod nordøst. Foran skibets sydvestgavl opførtes i 1941 et våbenhus med tympanon og bronzedør tegnet af Max Andersen, tympanonrelieffet er identisk med relieffet over indgangen til Absalonskirken, bronzedøren blev støbt i 1974. I sakristiet er ophængt et udkast i gips til tympanon og bronzedør. Kirken blev istandsat i 1963 ved Fr. Zeuthen og Cai Bertelsen.
I 1870 blev apsisrundingen udsmykket med en stor fresko og tøndehvælvene med en dekorativ udsmykning. I 1893 opstillede man en stor altertavle malet af den norske maler A. Ender. Ved istandsættelsen i 1963 blev det store altertavlemaleri af A. Ender taget ned og ophængt i kirken, på alteret blev opstillet tre kors, som symboliserer Golgatha, over en predella fra 1879 med 3 apostelmalerier af F. C. Lund, desuden blev apsisudsmykningen og den dekorative udsmykning i hvælvene overmalet. I sakristiet kan man i loftet se den dekorative udsmykning, som har udsmykket kirkens hvælv. I kirken ses et maleri af A. Hunæus fra 1867, maleriet fremstiller Peter med hanen. I søndre korsarm ses Kongernes tilbedelse malet af et medlem af menigheden, modellerne til maleriets figurer var alle medlemmer af menigheden. Prædikestol og knæfald er tegnet af Zeuthen og Bertelsen i 1963. Ved døbefonten er ophængt et relief af Curt Frandsen, relieffet fremstiller Pilatus, som vasker sine hænder.
I korsfløjene ses glasmalerier fra 1908 tegnet af C. N. Overgaard. I nordre korsarm ses "Jesus og synderinden", "Fødslen og Gethsemane". I søndre korsarm ses "Opvækkelsen af Jairus datter", "Korsfæstelsen" og "Jesus som Herre og dommer".

## Eksterne kilder og henvisninger
- Wikimedia Commons har flere filer relateret til Sundby Kirke (København)
- Sundby Kirke Arkiveret 31. januar 2011 hos  Wayback Machine hos nordenskirker.dk
- Sundby Kirke hos KortTilKirken.dk
- C.N. Overgaard hjemmeside Arkiveret 20. oktober 2020 hos  Wayback Machine.